# مركز سلطان
مركز سلطان هي شركة مساهمة كويتية المعروفة باسم مركز سلطان أو TSC، ويشتمل مركز سلطان على أقسام كثيرة واسعة ومتنوعة منها قسم المواد الغذائية والاستهلاكية وقسم اللحوم وقسم الاجبان والملابس والكثير من احتياجات المنزلية مثل الالكترونيات والكهربائيات والأواني، وأيضا معدات الزراعة والبحر، ولوازم المدرسية وألعاب الأطفال وقسم المأكولات البحرية وقسم الخضار والفواكه، وغيرها من منتجات محلية وأيضا منتجات مستوردة من جميع أنحاء العالم.

## تاريخ التأسيس
تأسس مركز سلطان عام 1976 في الكويت ويملك أكثر من 26 فرعاً في الكويت، وذلك ضمن خطة التوسع المدروس في اختيار الأماكن والمناطق الصحيحة التي يتمركز بها عدد كبير من السكان. تمتد أفرع وأنشطة مركز سلطان في منطقة الخليج والشرق الأوسط مثل سلطنة عمان والأردن والبحرين ولبنان.

## وصلات خارجية
- الموقع الرسمي